# Olov-Anders Sikku
Olov-Anders Sikku (nordsamiska: Ol-Ánte), född 31 maj 1991 i Umeå stadsförsamling, Västerbottens län, är en samisk svensk skådespelare och skribent. 

## Biografi
Sikku är uppvuxen i Östersund, Jämtlands län. Sikku har en politices masterexamen från Uppsala universitet.
Som skådespelare har han bland annat medverkat i SVT:s julkalender Snödrömmar som rollfiguren Antaris och i SVT-serien Kurs i självutplåning. Han tillhör humorgruppen Bautagänget som med SVT-serien Bauta nominerades till Årets humorprogram  på Barncancergalan 2018.
Sikku har tidigare varit pressekreterare för Erik Bergkvist (S) och Linus Glanzelius (S)i Europaparlamentet, ledarskribent för Östersunds-Posten samt politisk kommentator för Sameradion.